# 瓦曼里帕山 (聖馬特奧區)
11°54′17″S 76°06′36″W / 11.90472°S 76.11000°W
瓦曼里帕山（Wamanripa），是秘魯的山峰，位於該國中南部利馬大區，由瓦羅奇里省的聖馬特奧區負責管轄，屬於帕里亞卡卡山脈的一部分，海拔高度5,110米。